# Ga Daerim
Ga Daerim (Văn phòng Guro-gu) (Tiếng Hàn: 대림(구로구청)역, Hanja: 大林(九老區廳)驛) là ga thuộc Tàu điện ngầm Seoul tuyến 2 và Tàu điện ngầm Seoul tuyến 7 nằm ở ranh giới Guro-dong, Guro-gu và Daerim-dong, Yeongdeungpo-gu, Seoul. Nhà ga tuyến 2 đi trên cao, còn tuyến 7 đi ngầm.

## Lịch sử
- 30 tháng 6 năm 1983: Tên ga được quyết định là Ga Daerim[2]
- 22 tháng 5 năm 1984: Việc kinh doanh bắt đầu với việc khai trương Đại học Quốc gia Seoul ~ Euljiro 1(il)-ga của Tàu điện ngầm Seoul tuyến 2.
- 29 tháng 2 năm 2000: Nó trở thành ga trung chuyển với việc khai trương đoạn Sinpung ~ Onsu của Tàu điện ngầm Seoul tuyến 7.

## Bố trí ga

### Tuyến số 2 (3F)
| Phức hợp kỹ thuật số Guro ↑ |
| \| Vòng ngoài               |
| ↓ Sindorim                  |

| Vòng ngoài | ●Tuyến 2 | ← Hướng đi Sillim · Sadang · Gangnam · Jamsil · Seongsu · Wangsimni |
| Vòng trong | ●Tuyến 2 | → Hướng đi Sindorim · Đại học Hongik · Sinchon · Toà thị chính →    |

### Tuyến số 7 (B2F)
| Sinpung ↑ |
| \| N/B    |
| ↓ Namguro |

| Hướng Bắc | ●Tuyến 7 | ← Hướng đi Boramae · Isu · Văn phòng Gangnam-gu · Jangam  |
| Hướng Nam | ●Tuyến 7 | → Hướng đi Phức hợp kỹ thuật số Gasan · Onsu · Seongnam → |

## Xung quanh nhà ga
| Lối ra \| 나가는 곳 \| Exit \| 出口          | Lối ra \| 나가는 곳 \| Exit \| 出口 |
| -------------------------------------------- | --- |
| Sử dụng phòng chờ tại Ga Daerim trên Tuyến 2 | |
| 1                                            | Trường trung học cơ sở Yeongseo Trường tiểu học Yeongseo LG APT |
| 2                                            | Trung tâm cộng đồng Guro 4-dong Geukdong APT |
| 3                                            | Căn hộ Daelim 2 Woosung Tổng công ty Vận tải Seoul Daelim Annex |
| 4                                            | Văn phòng Guro-gu Trường trung học Guro / Trường trung học Guro Nhà hát Guro Art Valley Trường trung học cơ sở Younglim Trường tiểu học Seoul Dongguro Huyndai APT               |
| 5                                            | Trung tâm cộng đồng Daelim 3-dong Trường trung học cơ sở Yeongnam Trường tiểu học Shinyeong Khu vực Daerim Đại học Mở Quốc gia Hàn Quốc và Đại học Khu vực Seoul 2 Shindonga APT |
| 6                                            | Trung tâm An toàn Công cộng Daelim 3 Chợ tổng hợp Duam |
| 7                                            | Daerim 3-dong |
| 8                                            | Trung tâm cộng đồng Daerim 2-dong Căn hộ Cantabile Munyeong Văn phòng Đường phía Nam Seoul Cầu Guro 1                                                                            |
| Sử dụng phòng chờ tại Ga Daerim trên Tuyến 7 | |
| 9                                            | Trường trung học cơ sở Yeongnam Daelim 3-dong |
| 10                                           | Trung tâm cộng đồng Daelim 3-dong Văn phòng Đường phía Nam Seoul Daelim-dong Woosung APT Trường tiểu học Dosin                                                                   |
| 11                                           | Trung tâm cộng đồng Daerim 2-dong Trường tiểu học Seoul Shindaerim / Trường tiểu học Daedong Trường trung học cơ sở Daelim Khu vực Daerim Bệnh viện Myeongji St. Mary            |
| 12                                           | Daerim 2-dong Trường trung học cơ sở Yeongseo Cầu Guro 1 Chợ Guro Jungang Hội Người Chăm Sóc Đẹp                                                                                 |

## Hình ảnh

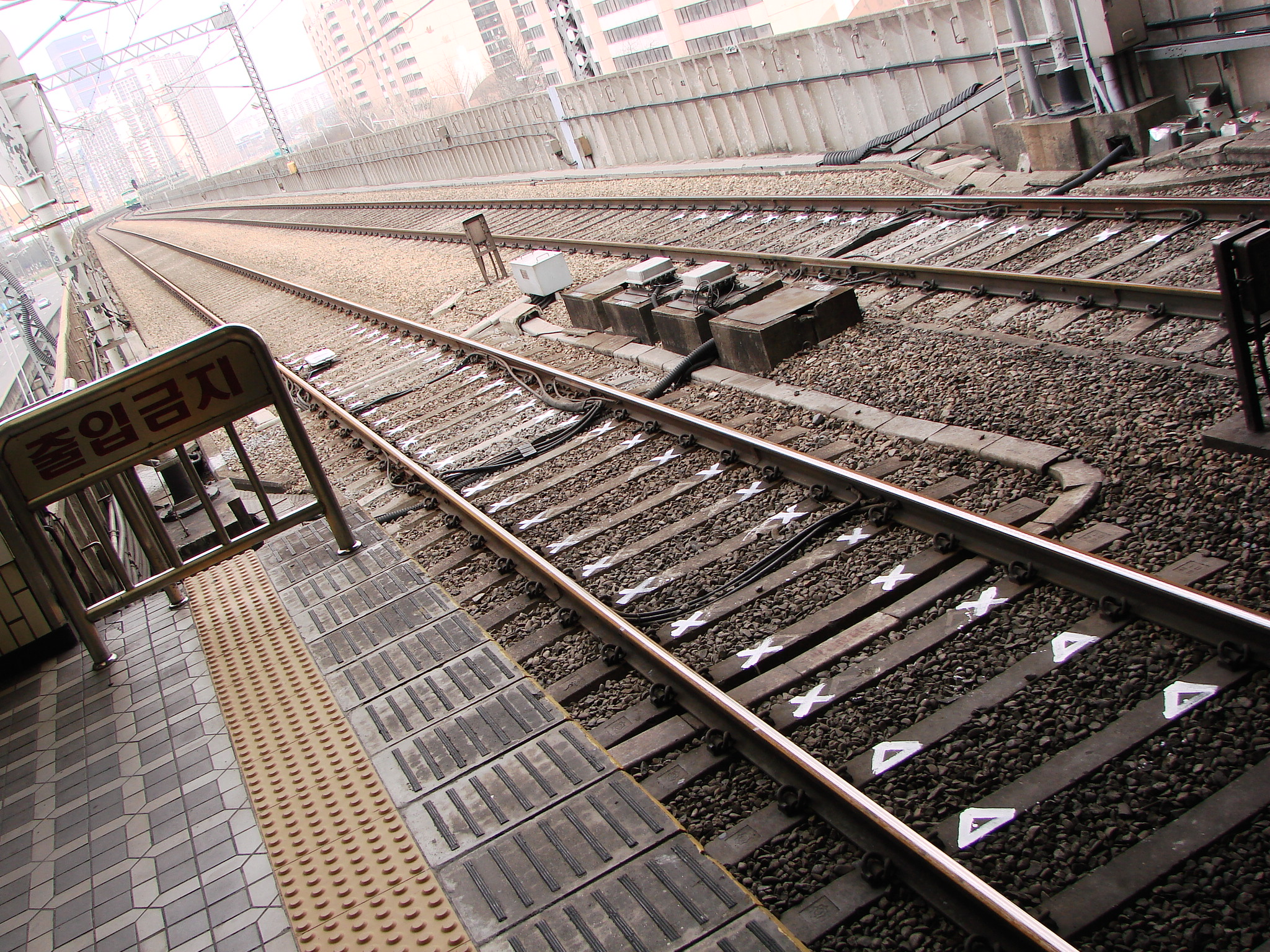
Đường ray Tuyến 2 (Trước khi lắp đặt cửa chắn)
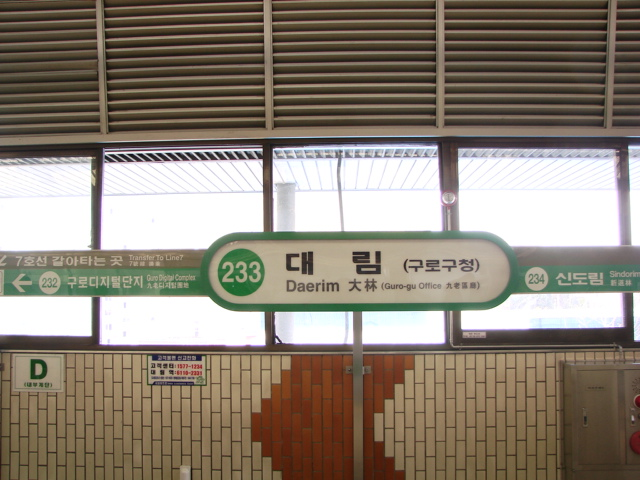
Bảng tên ga Tuyến 2
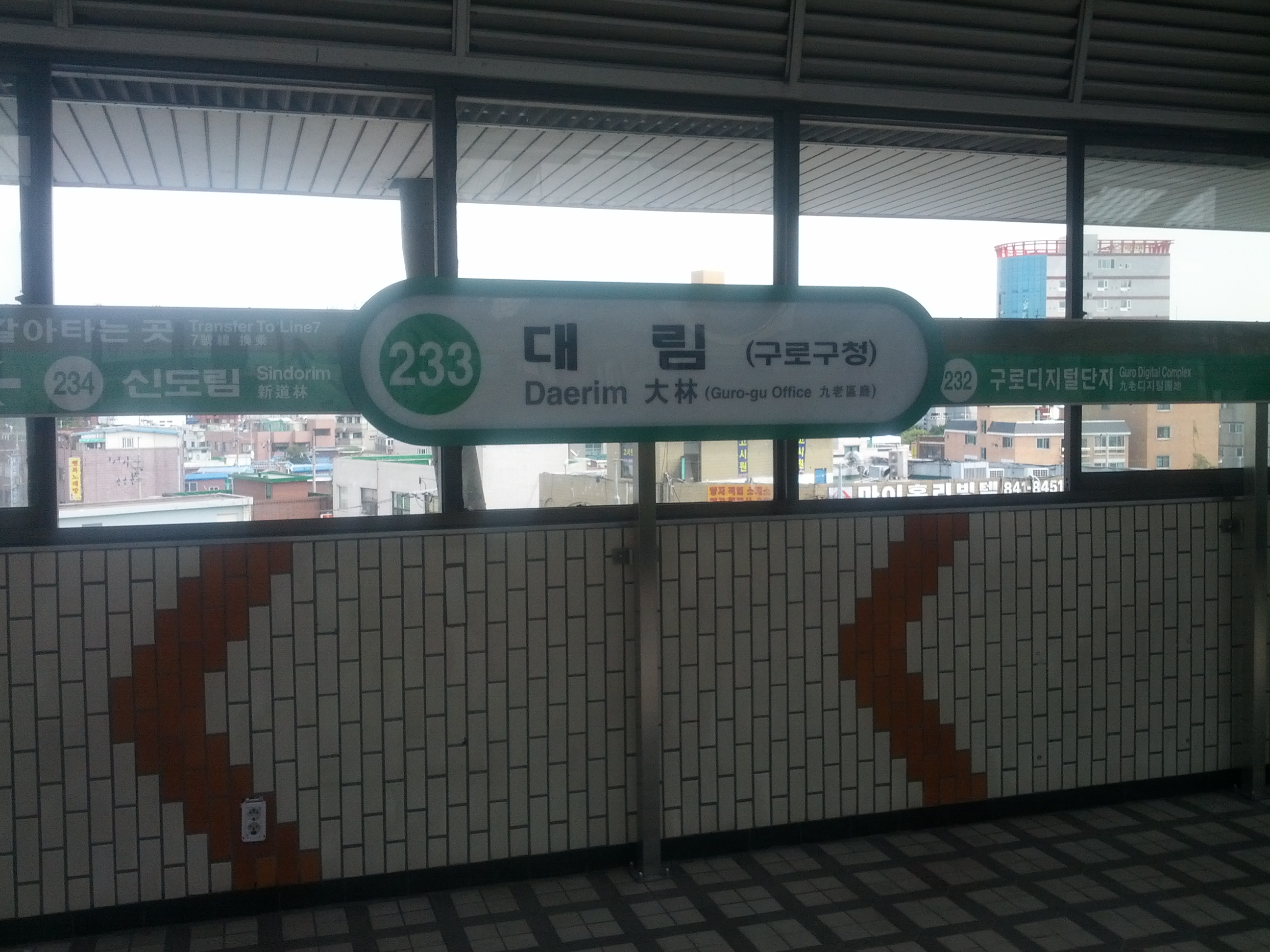
Bảng tên ga Tuyến 2
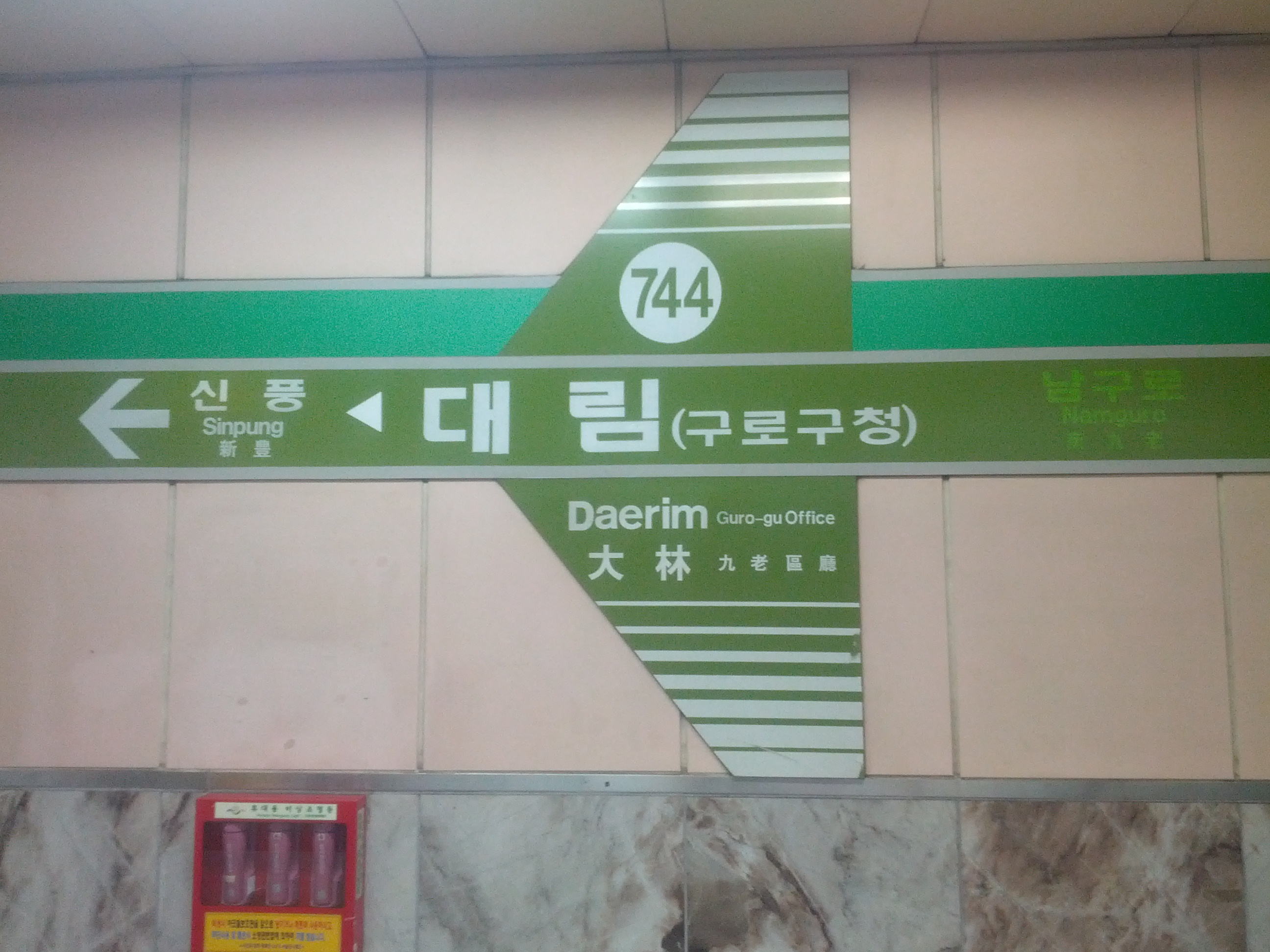
Bảng tên ga Tuyến 7
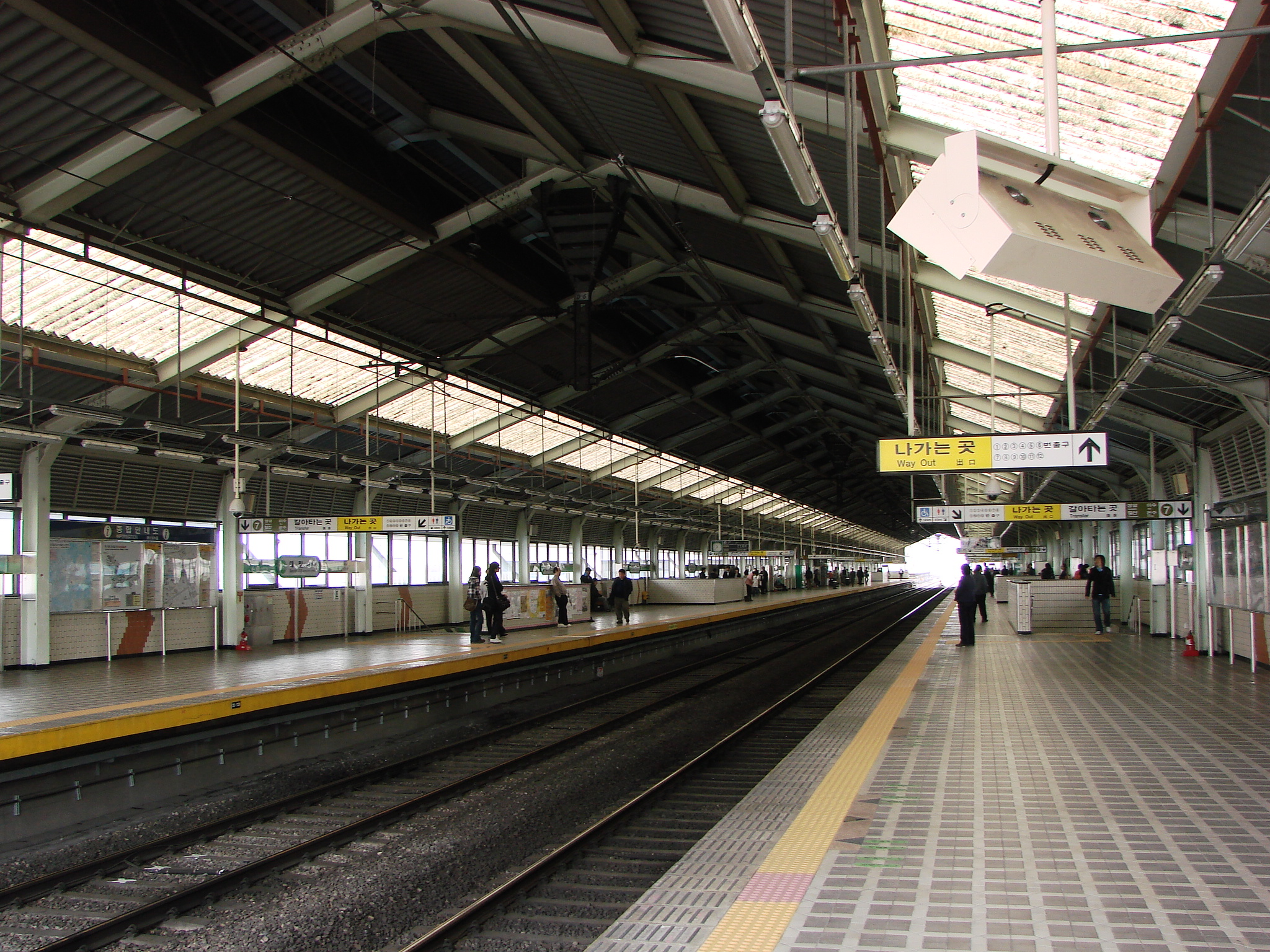
Sân ga Tuyến 2 (Trước khi lắp đặt cửa chắn)
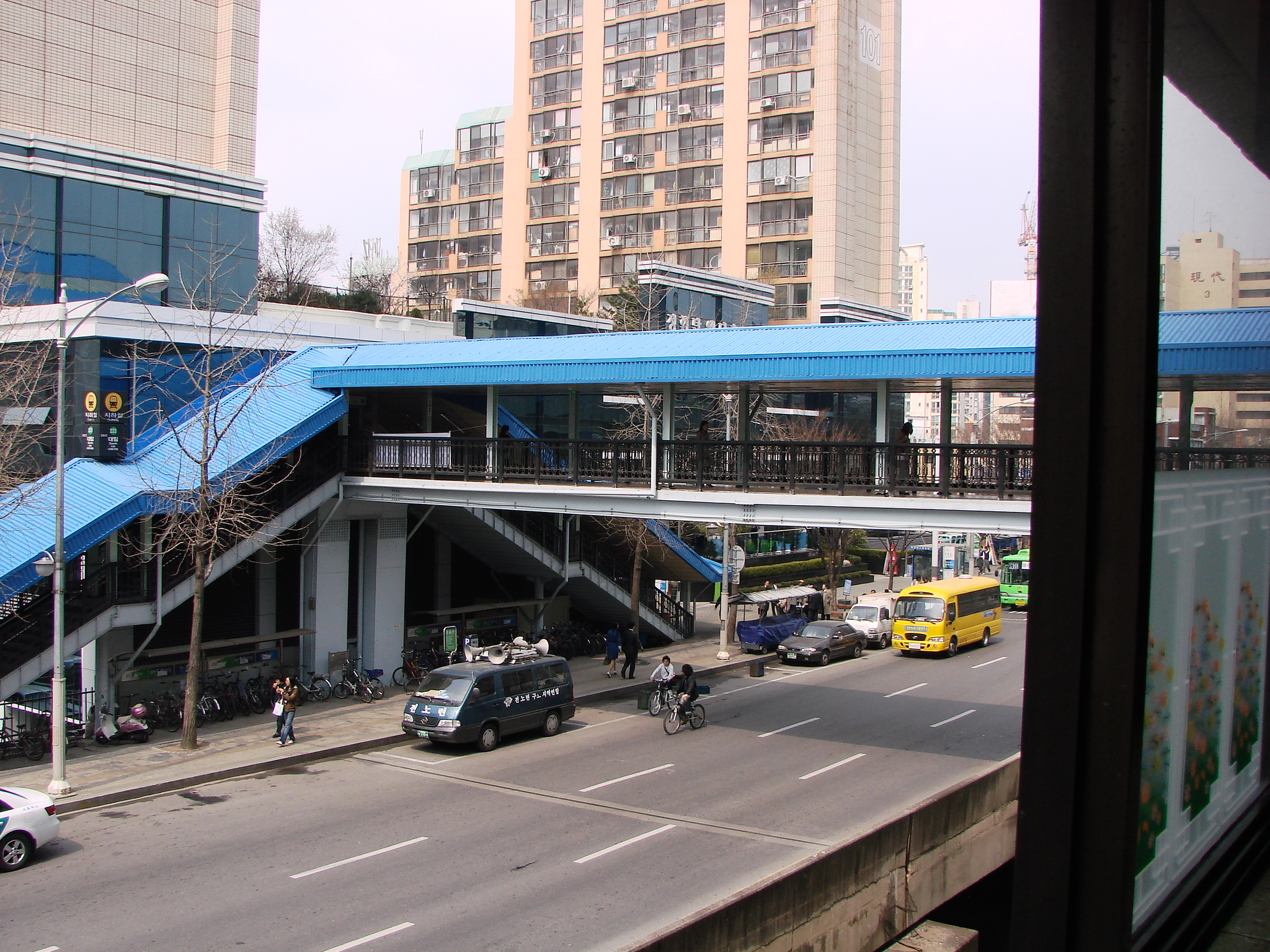
Lối ra Tuyến 2
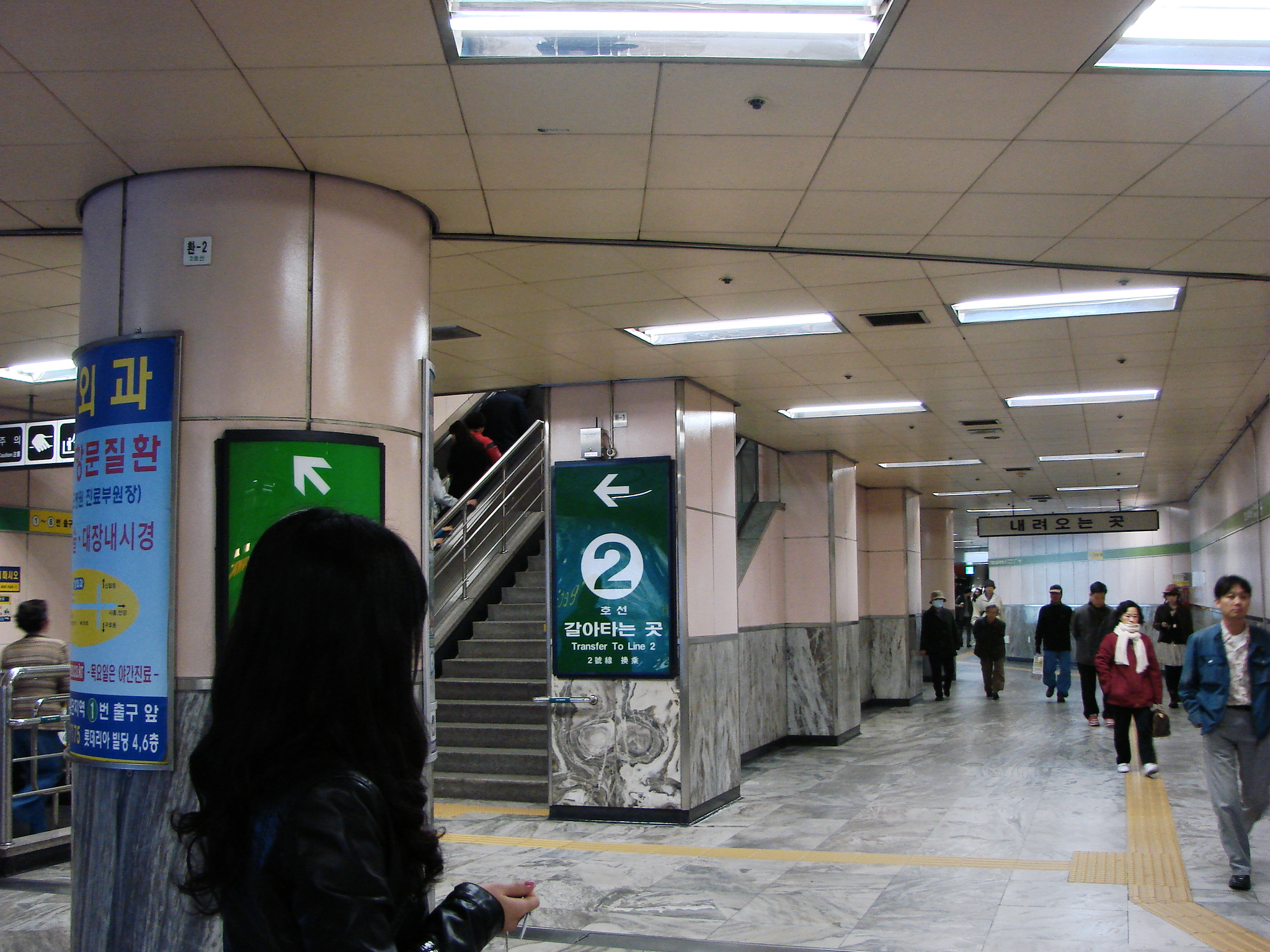
Điểm bắt đàu đường chuyển tiếp tuyến 7
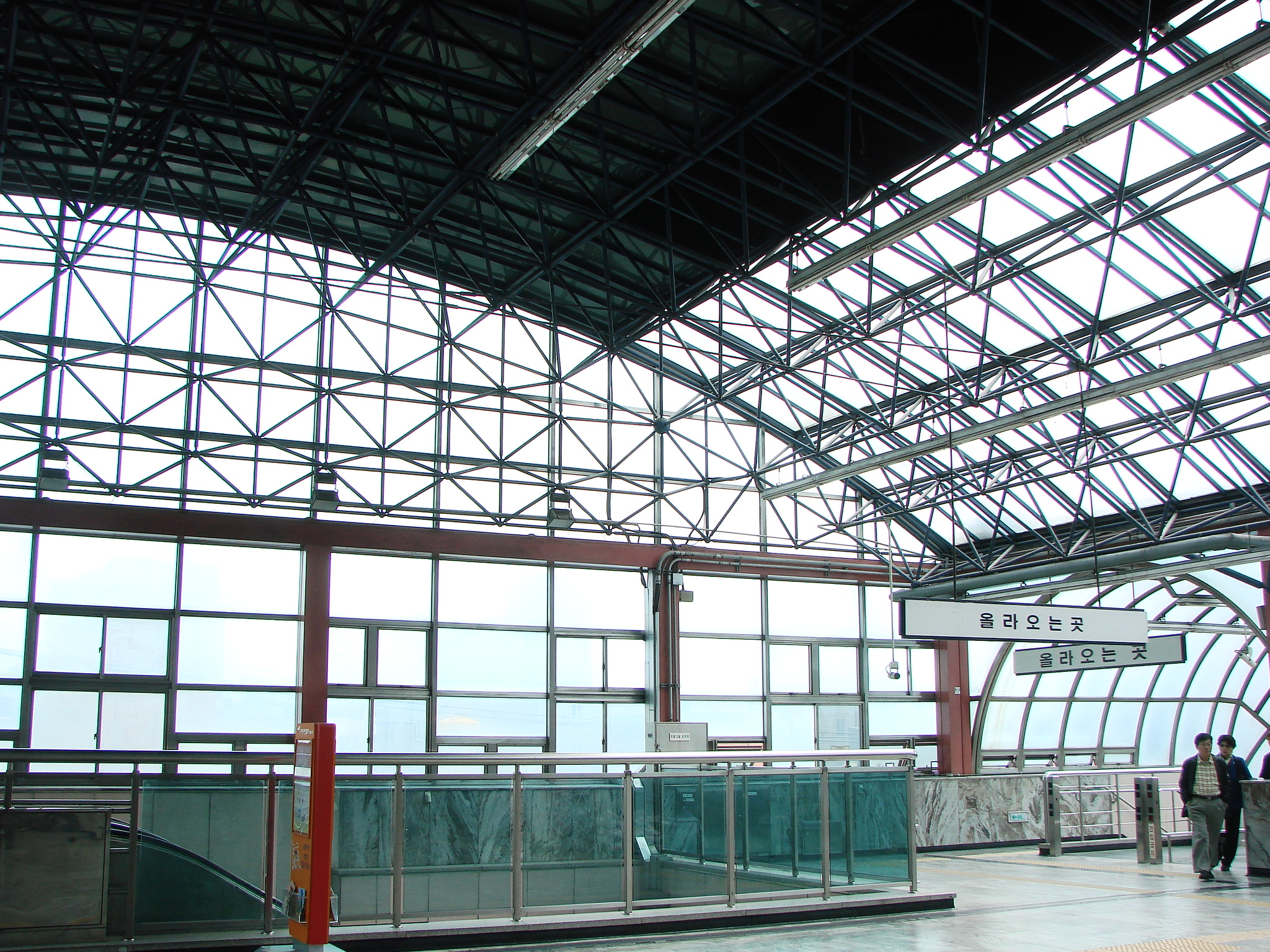
Điểm bắt đàu đường chuyển tiếp tuyến 2
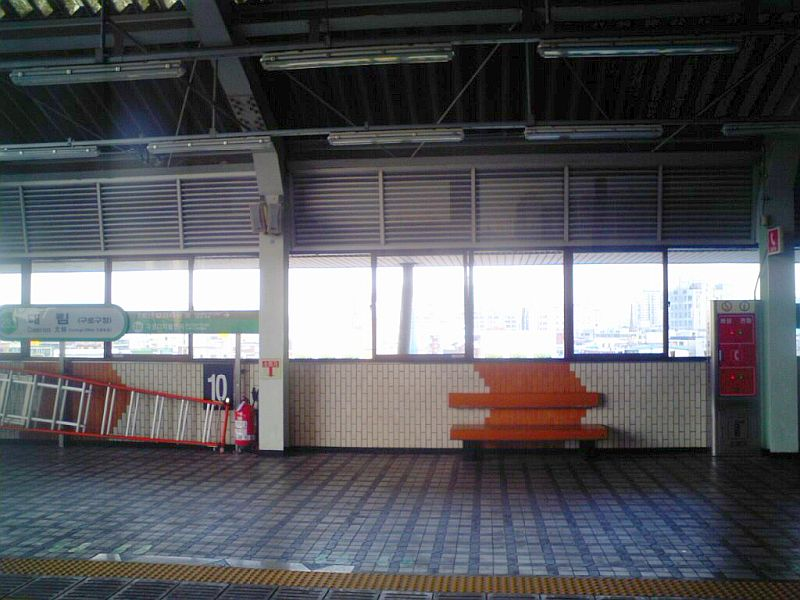
Sân ga Tuyến 2 (Trước khi lắp đặt cửa chắn)
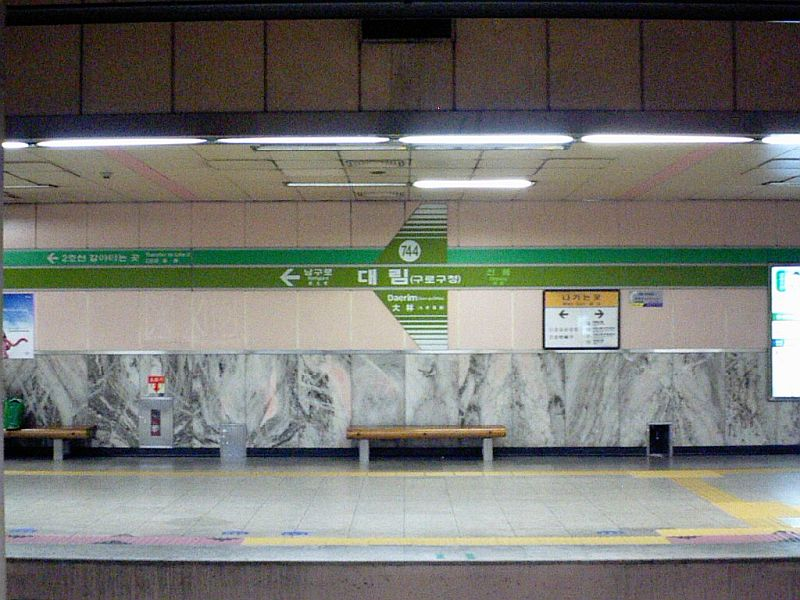
Sân ga Tuyến 7 (Trước khi lắp đặt cửa chắn)
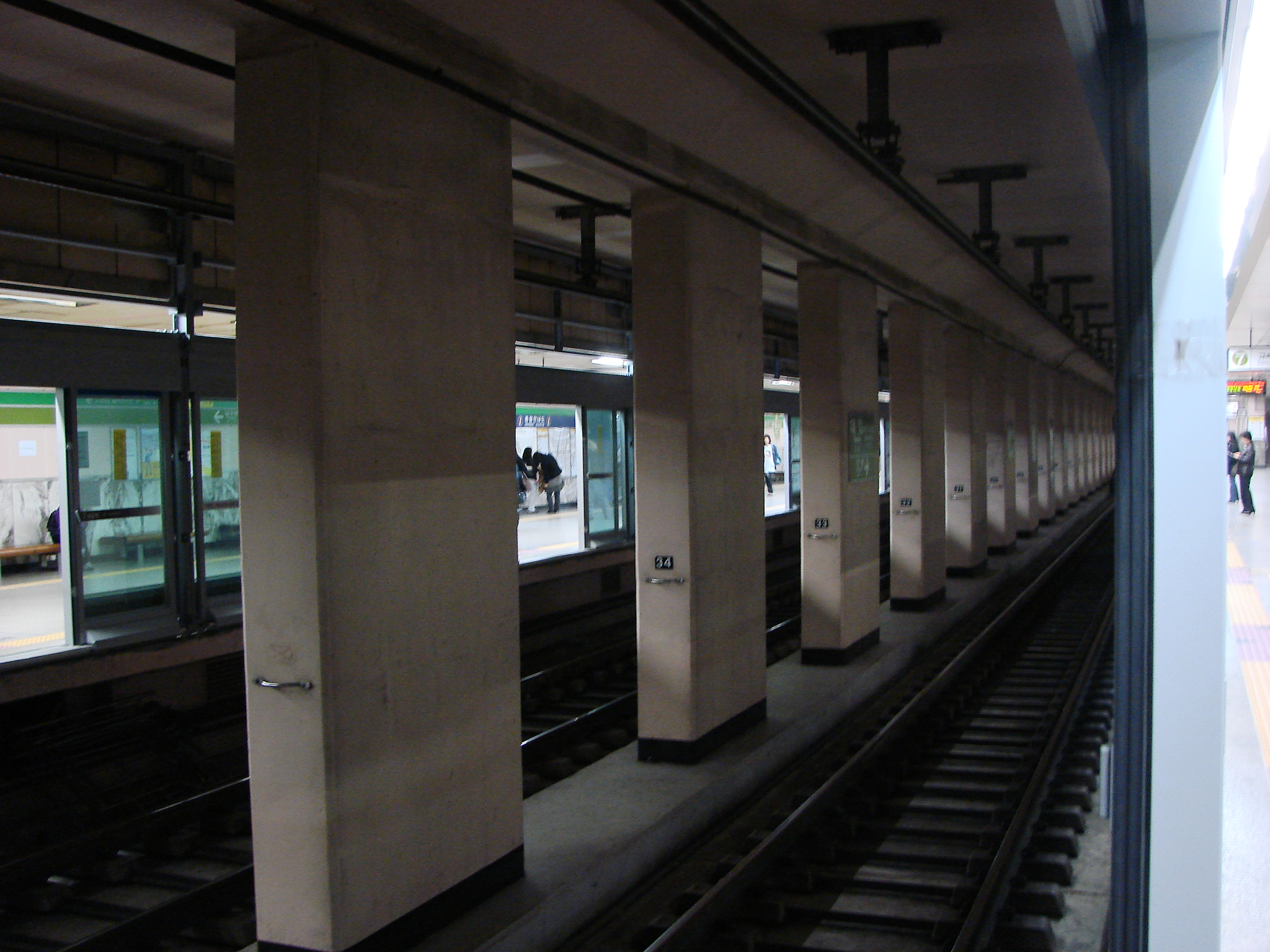
Đường ray Tuyến 7 (Trước khi lắp đặt cửa chắn)